# Johann Heinrich Funck
Johann Heinrich Funck, auch Hannß Heinrich Funckh (* um 1637 in Frühbuß; begraben 17. Januar 1713 ebenda), war ein böhmischer Spitzenhändler, Gewerke, Stadtrichter, Ratsherr und Kirchenvorsteher von Frühbuß.

## Leben
Er war möglicherweise der Sohn des Hans Funck, der von 1613 bis 1638 als Bergmeister von Frühbuß amtierte. Wohl evangelisch getauft, trat er zu Zeiten der Gegenreformation zum Katholizismus über, um einer drohenden Auswanderung zu entgehen. 1659 heiratete er die Tochter des dortigen Bergmeisters Elias Baumgartel. In seiner Heimatstadt bekleidete er viele Jahre, mindestens von 1680 bis 1699 das Amt des Richters. Unter seiner Amtszeit erhielt Frühbuß neue Bergprivilegien, sowie 1680 mit Daniel Joseph Mayer, dem späteren Erzbischof von Prag, einen eigenen Seelsorger, der die bis dahin überwiegende protestantische Bevölkerung der Stadt vollends bekehrte. Nach 1699 war Funck ältestes Ratsmitglied und führte zuletzt ab 1702 den Titel eines Kirchenvorstehers bzw. Kirchenvaters. Über ihn ist außerdem aus den Kirchenbucheinträgen bekannt, das er in Frühbuß im Zinnbergbau tätig war, sowie den Handel mit Spitzen betrieb. Funck starb 1713 im Alter von 76 Jahren, 4 Wochen und 3 Tagen. Sein Schwager war der Schul- und Bergmeister von Frühbuß, Theophil Richter, sein Sohn der Bergmeister und kaiserlicher Zolleinnehmer von Frühbuß Florian Funck.